# Krynoczka
Krynoczka (Święta Krynoczka) – źródło w Puszczy Białowieskiej, położone 3 km od Hajnówki na trasie Hajnówka – Białowieża, uznawane przez wiernych Kościoła prawosławnego za cudowne.
Krynoczka (krynica, źródło), znana była dawniej jako uroczysko Miednoje, od nazwy przepływającego nieopodal strumyka.
Jest ono miejscem dorocznych pielgrzymek na uroczystość Świętej Trójcy. W pobliżu stoi wzniesiona w 1846 drewniana cerkiew pod wezwaniem Świętych Braci Machabeuszy należąca do parafii Zaśnięcia Przenajświętszej Bogurodzicy w Dubinach. Przy studzience (znajdującej się obecnie pod wiatą) zbudowano w 1848 z ofiar miejscowych wiernych niewielką drewnianą kaplicę.
Według kultywowanych przez prawosławnych legend kult świętego źródła w uroczysku Miednoje znany był jeszcze w XIII w. i był związany z istnieniem w tym miejscu niewielkiego monasteru założonego przez mnichów uciekających przez tatarskim najazdem. Inna legenda mówi o cudownym objawieniu ikony Matki Bożej na pobliskim drzewie.
Udokumentowany w XIX w. kult źródła miał charakter jedynie lokalny, zaś Święte Liturgie w miejscowej kaplicy odbywały się tylko w dniu wspomnienia Braci Machabeuszy oraz w święto Podwyższenia Krzyża Pańskiego. Od 1894 trzecim dniem uroczystości liturgicznych stał się drugi dzień Świętej Trójcy. Krynoczka znana była także mnichom z monasteru Świętego Ducha w Wilnie, którzy pielgrzymując do monasteru w Wirowie i do klasztoru w Leśnej zatrzymywali się w tym miejscu na modlitwę razem z miejscowymi mieszkańcami.
Pielgrzymi odwiedzający Krynoczkę tradycyjnie przecierają chusteczką zwilżoną w jej wodzie chore miejsce, po czym pozostawiają ją na ogrodzeniu z tyłu za studzienką, w ten sposób symbolicznie pozbywając się choroby.

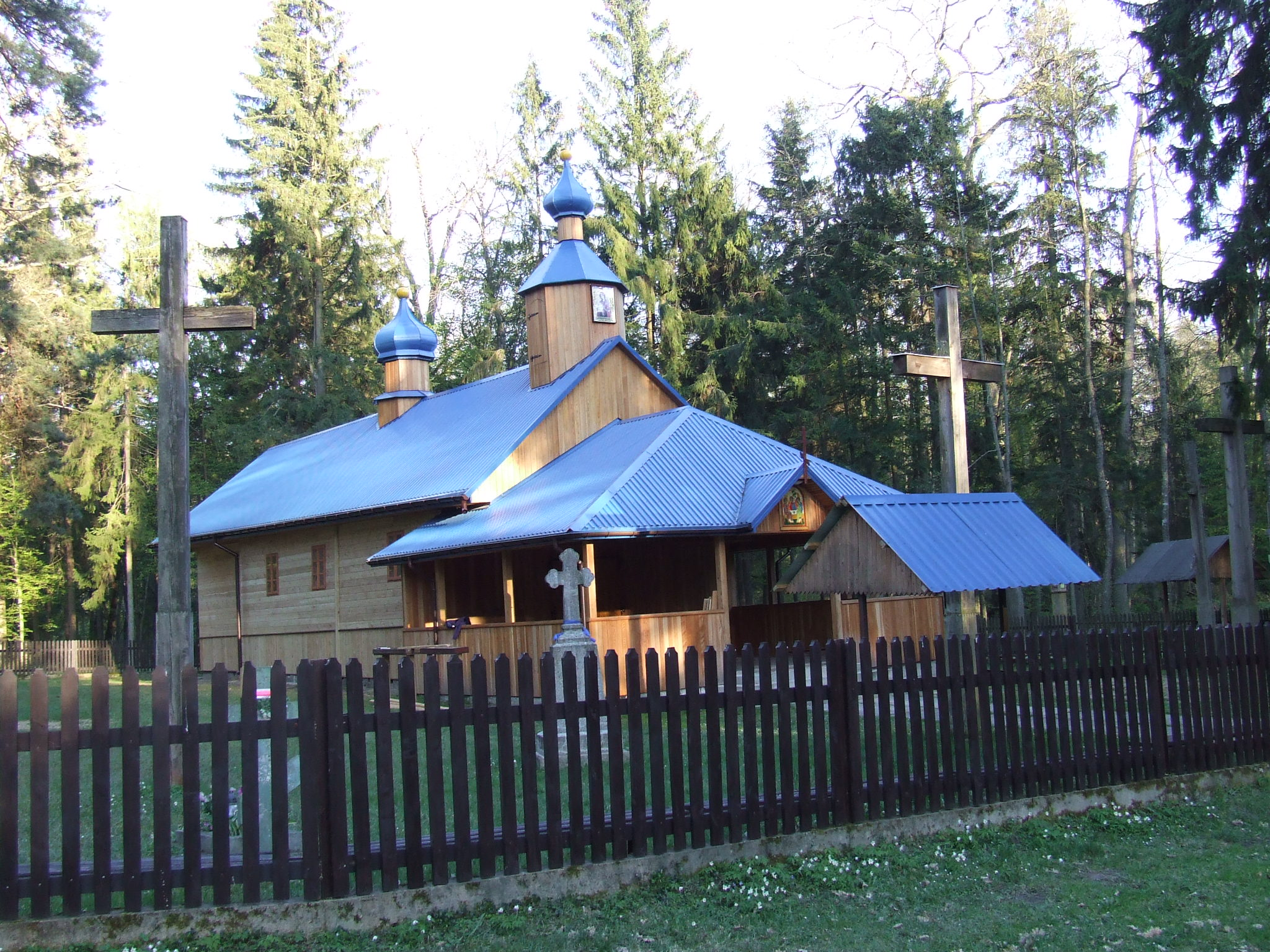
Cerkiew Świętych Braci Machabeuszy z 1846
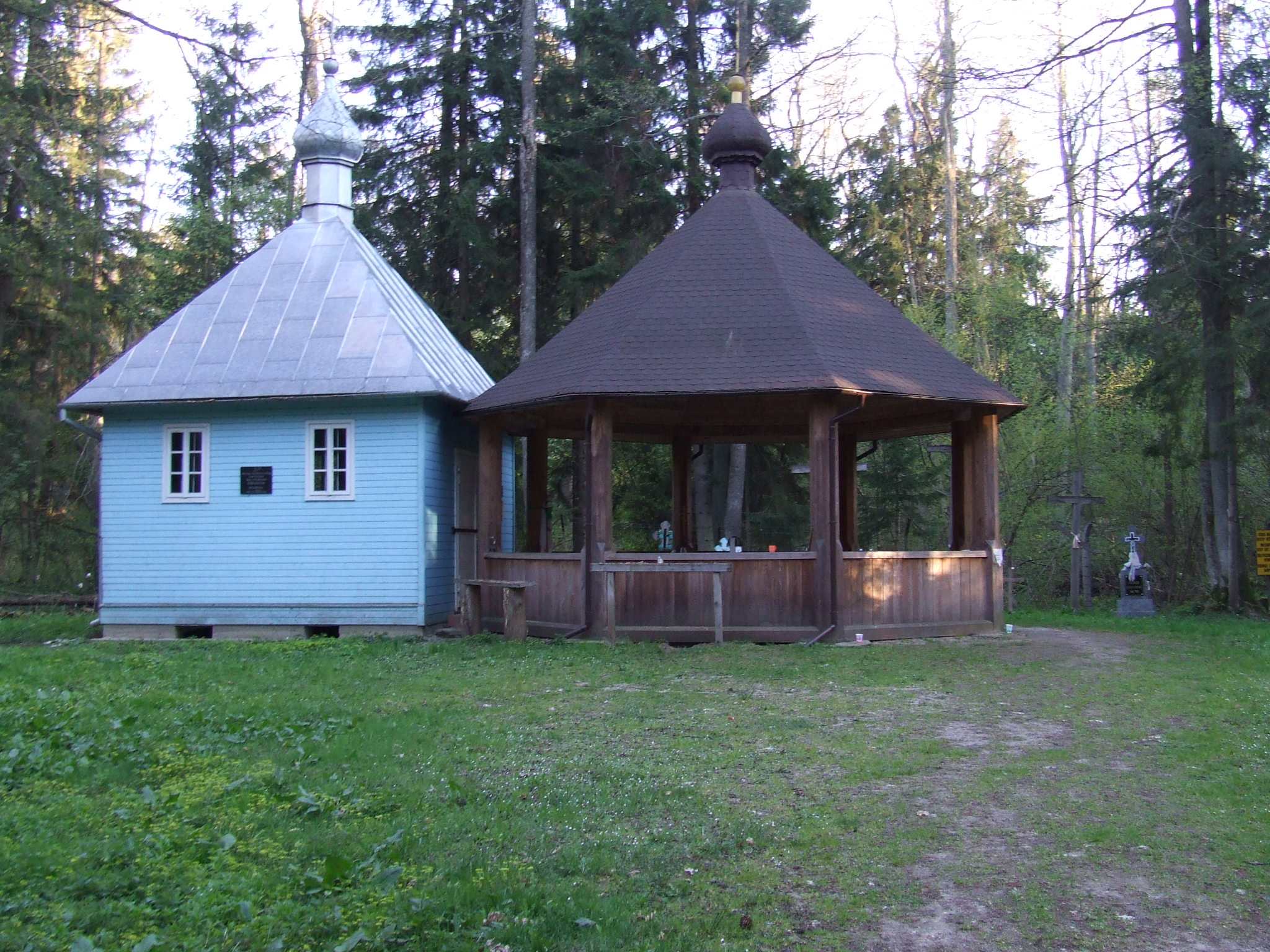
Kaplica z 1848 i wiata nad źródełkiem
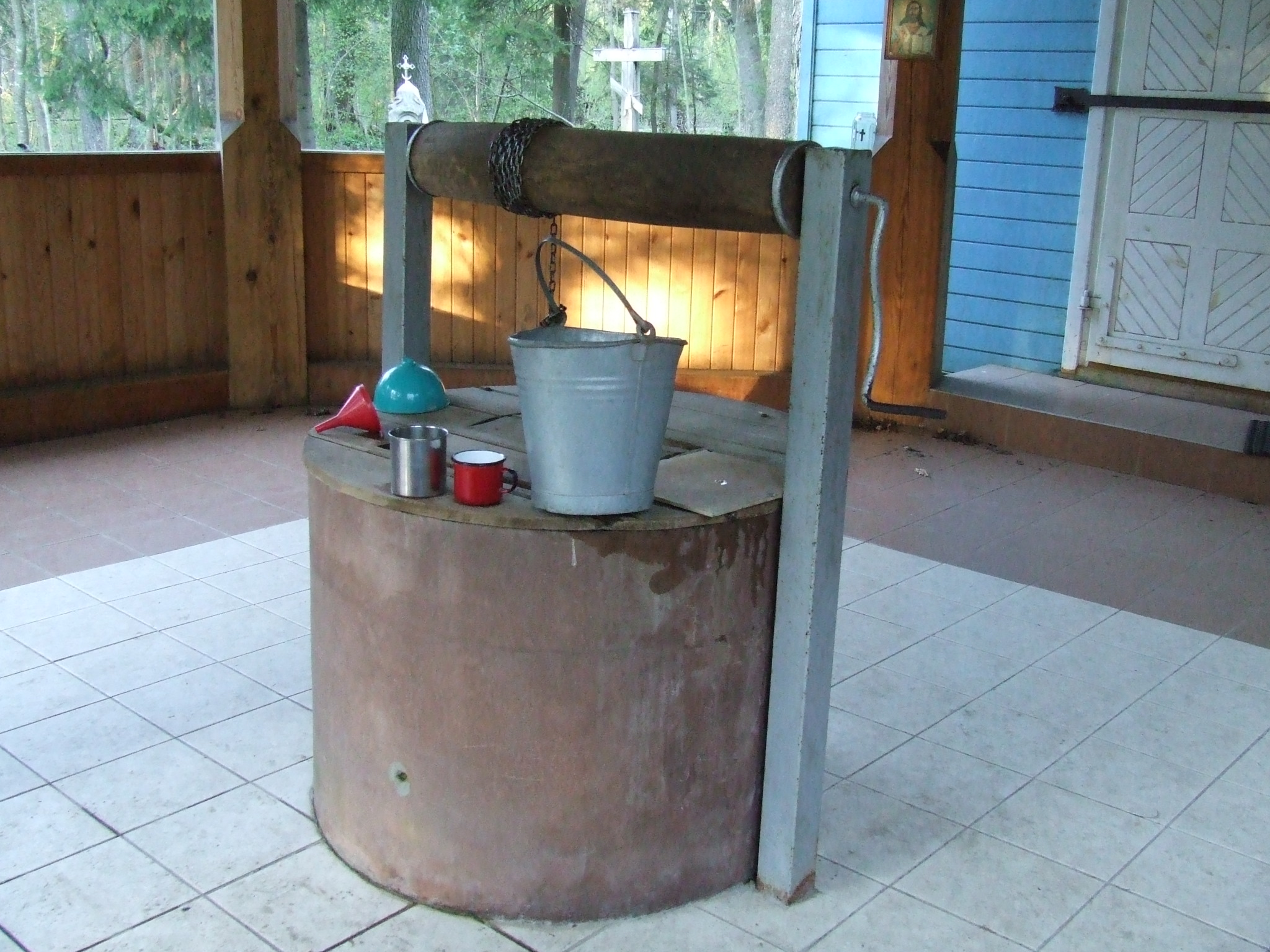
Studnia ze źródełkiem wewnątrz wiaty